# Kiran Gandhi
Kiran Gandhi (1989) es una productora de música electrónica, baterista, artista y activista estadounidense. También es conocida por su nombre artístico Madame Gandhi.  Su carrera musical incluye ser una baterista itinerante para los artistas M.I.A., Thievery Corporation y Kehlani. La música y el activismo de Gandhi se centra en el empoderamiento femenino y en la cuarta ola del feminismo. Ha actuado en festivales de música como Pitchfork, Lightning in a Bottle, Roskilde y SXSW.

## Biografía
Nació en 1989, es la hija de la filántropa Meera Gandhi y del emprendedor social Vikram S Gandhi. Mientras creció Gandhi pasó su tiempo tanto entre la Ciudad de Nueva York con en Bombay, India.

## Carrera
En 2011, recibió su título de pregrado de la Universidad de Georgetown en matemáticas, ciencias políticas y estudios de la mujer. Después de graduarse, comenzó una pasantía como la primera analista digital en Interscope Records, con sede en Santa Mónica, California. De este cargo pasó a formar parte del personal a tiempo completo. Ella utilizó su habilidad matemática para analizar patrones en los datos de transmisión de Spotify y otros medios digitales.
En 2012, Gandhi grabó en vivo la batería que acompaña a la pista de M.I.A. en Bad Girls. En febrero de 2013, M.I.A. le escribió alabando la grabación y le pidió que tocara la batería para la gira de apoyo del álbum Matangi. Al mismo tiempo, Gandhi aceptó una oferta para estudiar en la Harvard Business School. Dejó de trabajar para Interscope Records en 2013.
En 2015, participó en la Maratón de Londres sangrando libremente durante su período como un acto simbólico para combatir el estigma menstrual en todo el mundo, lo que desató una discusión viral sobre cómo se trata la salud y la higiene menstrual en diversas culturas.
En 2015, Gandhi recibió su MBA de Universidad de Harvard.
En 2016, debutó con su primer EP Voices.
En 2016, publicó un libro The menstrual taboo in India and in the US:what does it look like, why does it exist Thompson Reuters Foundation News, 7 de julio de 2016.
En 2017, colaboró con productores "identificados femeninamente" para lanzar Voices Remixed. Ese año, también dirigió la Maratón de Vancouver y fue el acto de apertura de Rise Up Tour de Ani DiFranco. Hizo giras internacionales incluyendo Europa e India, y también dio charlas en Airbnb, Pandora, Spotify, las Naciones Unidas y en campus universitarios.